# 海鹰一号

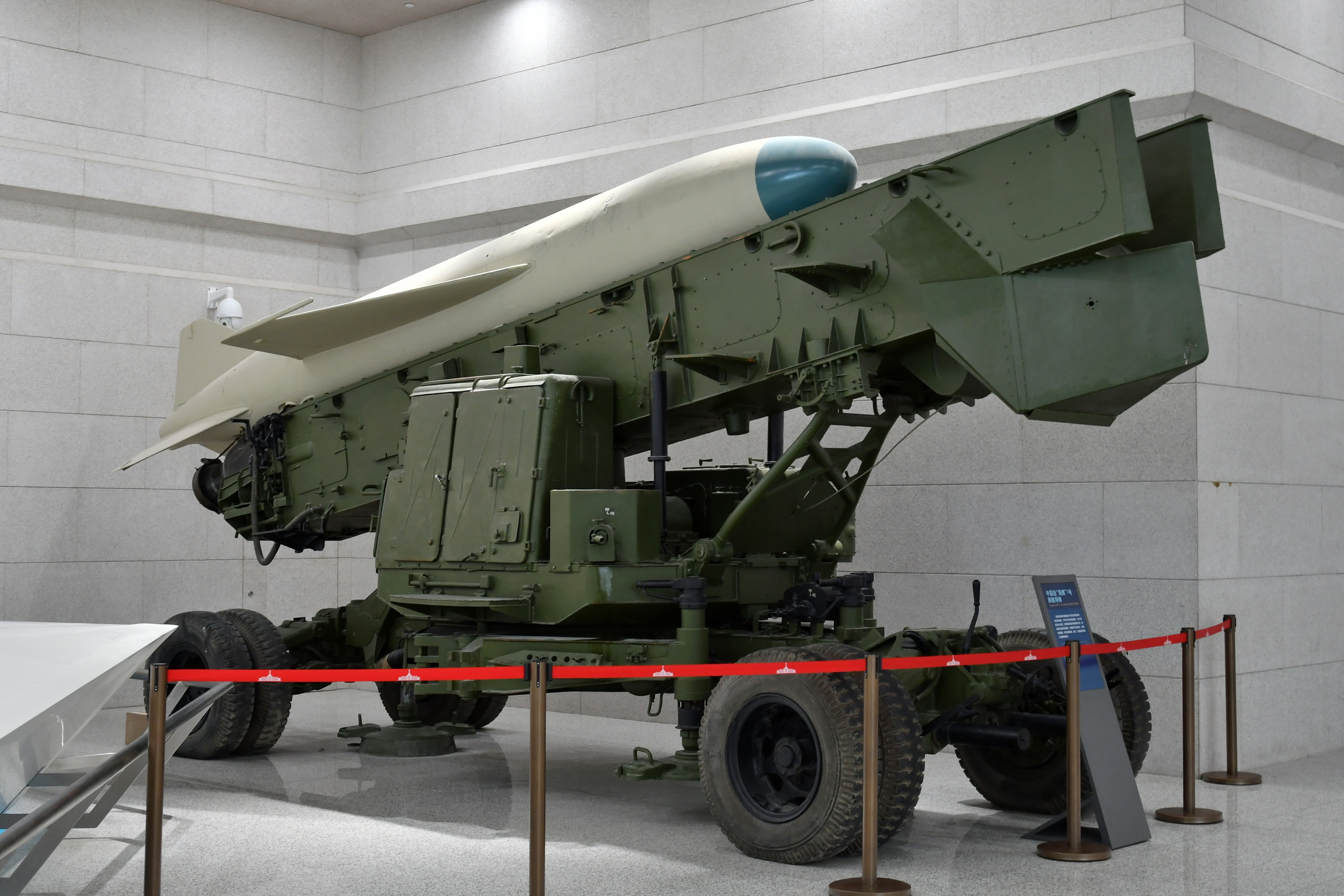
“海鹰”1号岸舰导弹地面发射车

海鹰一号反舰导弹（汉语拼音字母缩写为HY-1）是中华人民共和国在1960年代中期至1980年代初期研製的飞航式反艦导弹。外贸出口型号名称为FL-3。北约命名岸对舰型为CSSC-2 绰号“Silkworm”（蚕）；舰对舰型为CSS-N-2 绰号“Safflower”（红花）。

## 研制历史
1950年代至1970年代，中国人民解放军海军一直致力于建立以反舰导弹为主要武器的海防体系。1958年2月4日，中苏两国政府签定了引进“三弹三艇”的“二·四协定”，包括射程100km的542飞航式岸舰导弹、射程35km的“544”飞航式舰对舰导弹。1960年均开始仿制，但1961年随国民经济调整而下马。544导弹系统发展为上游一号反舰导弹，其射程40千米，当时配套舰载雷达只能保证这个探测范围。为满足封锁近海海峡航道的作战需求，1965年4月23日，国防工办与第七机械工业部在北京召开了“海鹰一号岸舰导弹武器系统方案审定”。由于“上游一号”导弹还是苏联544导弹仿制产品，在射程上并没有提高，不能满足岸防作战需要，因此对其进行改进，增加射程转为岸基发射在技术上是风险很小和最便捷的方案。就当时中国的实际情况，如果重新设计一种导弹，连气动外形都没有技术储备，光是飞行包线测试就要花费很长时间。要在很短时间内开始装备和部署岸舰导弹，扭转当时不利的岸防落后状况，必须争取时间。因此会议批准了320厂（南昌飞机制造厂）和飞航导弹研究院（前身以国防部五院三分院改称，后改为七机部三院）以正在仿制中的上游一号为基础，加大推进剂箱容量，研制地面发射控制系统，发展增大射程的增程型岸对舰导弹，即“海鹰一号”岸舰导弹。
海鹰一号的弹体中部的燃料箱比上游一号加长了760毫米，增加了燃料储量，延长发动机工作时间，射程延长到70千米，同时还研制了配套的更大推力的固体火箭助推器、提高了自动驾驶仪的中段导航精度，研制地面发射控制系统。国防工办决定由飞航导弹研究院担任武器技术和总体负责，由320厂负责试制生产。1966年12月26日海鹰一号岸舰导弹首射，动力飞行成功。随后的试验陆续解决了弹体强度与振动问题。
“上游一号”导弹的原型是射程只有35千米的苏联544舰舰导弹，因此相配套的雷达只保证这个射程内的增益和精度，而“海鹰一号”导弹设计射程达100千米，原雷达的增益和精度不足，因此必须重新研制雷达。在方案审定会上决定由飞航导弹研究院负责技术和总体；地面跟踪雷达由786厂研制，后改由第四机械工业部788厂（长胜机器厂，位于四川广元）研制配套的跟踪制导的车载331型目标指示和跟踪雷达（由322岸炮校射雷达改进而来）。
1966年12月26日，海岸首次发射试验成功完成巡航飞行，但是弹上雷达没有捕捉到目标，飞完航程掉进海中，试验没有达到目的。320厂很快又提供了新的试验弹，但是通过试验，发现弹上雷达能捕捉到目标的次数与没有捕捉到的次数相近。围绕这些情况，先后开了三次故障分析研究会。最后飞航导弹专家推断是弹上末导雷达处于时好时坏的临界状态造成的。发射时的振动是最大的怀疑对象。通过计算改善了弹架协调关系，将发射架导轨长度截短了1.2米，并且将导向梁末段底板向下弯曲20°，同时加大了天线回调角，增加了减震措施。1967年导弹试验取得初步成功。随后加强了弹体强度，并进行了局部修改。从1966年首射到1970年定型，“海鹰一号”导弹总共试射了25发弹。1970年9月，导弹定型。1971年开始批量生产。1972年装备海军岸防部队。1974年8月，海军军工产品定型委员会批准设计定型。 由于与海鹰一号几乎同时开始研制的海鹰二号几乎同时完成定型试验，而且射程方面更满足中国海军的要求，海鹰一号岸舰型列装不久就停止生产改为舰对舰导弹，岸舰导弹被海鹰二号取代。
1968年，开始研制海鹰一号的海鹰一号甲型舰舰导弹，作为051型驱逐舰的配套工程装备导弹驱逐舰。导弹武器系统由导弹和舰面火控系统组成，采用三联装回旋式发射装置。1976年1月，海鹰一号舰舰导弹设计定型。尽管051型驱逐舰首舰于1971年底交付，1973年9月，海鹰一号导弹装在驱逐舰上进行了首次试验获得成功，但是直到1983年6月海鹰一号舰舰导弹与舰载武器系统设计定型，此前051型驱逐舰几乎没有装备导弹。1980年5月18日，中国首次向南太平洋发射远程运载火箭（即“东风五弹道导弹”全程打靶）试验，六艘051型驱逐舰参加测量船队执行护航、警戒任务，但没有来得及装备海鹰一号舰舰导弹。

### 发展型号
海鹰一号甲型，装备中国海军051型驱逐舰。1983年起研制海鹰一号甲型舰舰导弹武器系统，装备了051型驱逐舰109号“开封”舰。至1985年试验中取得4射4中的成绩，1986年12月定型。装备频率捷变末制导雷达、无线电高度表，采用了二次降高技术，自控巡航飞行阶段有一次降高弹道的动作，末段突防飞行高度8米，具备扇面发射功能。海鹰一号甲型岸舰导弹，是把研制成功的海鹰一甲舰舰导弹移植到岸上发射。使用864型岸炮校射雷达配套。
海鹰-1B（B表示靶弹），用于红旗-2号地空导弹打靶。
海鹰-1YB（YB表示有源靶弹），用于红旗-61舰空导弹打靶。

## 出口型
外贸出口型称为FL-3(飛龍-3)。大量出口多个国家。海鹰一号与海鹰二号作为岸对舰导弹，在西方被称为蚕式导弹。